# Recorde mundial (montanhismo)
Na história do montanhismo, o recorde mundial de altitude refere-se ao ponto mais alto à superfície da Terra que foi atingido, independentemente de ser ou não um cume. Já o recorde mundial de escalada de cumes faz menção à mais alta montanha que foi escalada com êxito. Os termos são usados na história do montanhismo em relação às cordilheiras Himalaia e Caracórum, embora se tenha demonstrado recentemente que terá sido apenas no século XX que houve montanhistas no Himalaia a exceder as altitudes atingidas nos Andes. Os recordes de altitude e de cumes atingidos subiram ao longo do início do século XX até 1953, quando a ascensão com êxito do Monte Everest tornou o conceito obsoleto.

## Até ao século XIX

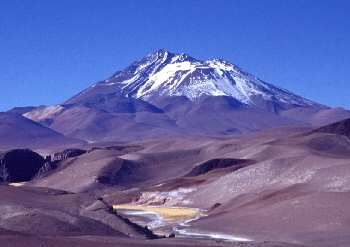
O Llullaillaco foi escalado pelos Incas antes da exploração europeia

A exploração europeia do Himalaia começou em meados do século XIX, e os que mais cedo o fizeram terão sido topógrafos do Great Trigonometrical Survey (GTS). Durante as décadas de 1850 e 1860, escalaram dezenas de picos acima dos 6100 metros de altitude, e vários acima dos 6400 m para poder fazer as observações topográficas, e foi nesta época que começaram a surgir as afirmações de que o ponto mais elevado até então atingido seria um determinado local.
Muitas destas afirmações iniciais acabaram por se demonstrar serem incorretas, quando foi feita a descoberta dos corpos de três crianças à altitude de 6739 m, no cume do Llullaillaco, na América do Sul: os sacrifícios humanos dos Incas datariam por volta do ano 1500. Diversos vestígios arqueológicos demonstram que o Incas desenvolveram uma ampla cultura do montanhismo, tendo escalado centenas de montanhas de altitude. A descoberta do esqueleto de um guanaco no tergo mais alto do Aconcágua (6962 m) sugere que terão também escalado esta montanha, e a possibilidade de ascensões pré-colombianas ao pico mais alto da América do Sul não pode ser afastada.
No Himalaia, foram entretanto registados iaques a altitudes até 6100 m e a linha de neve do verão pode atingir os 6500 m. É provável que os habitantes locais subissem até essas altitudes à procura de caça, ou na exploração de rotas comerciais, mas não deixaram marcas da sua presença, nem há provas de que tenham subido aos mais altos cumes das cordilheiras antes da chegada dos europeus.
As afirmações mais antigas respeitantes a recordes mundiais de altitude também foram dificultadas pela ausência de mapas completos e pela falta de conhecimento da geografia local, que levou a novos cálculos da altimetria e a novos valores de altitude para muitos cumes. Em 1862 um khalasi (um assistente indiano do GTS) escalou o Shilla, um cume em Himachal Pradesh que se afirmava ter mais de 7000 m de altitude. Porém, levantamentos topográficos mais recentes fixaram a altitude em apenas 6111 m. Três anos depois, William Johnson, topógrafo do GTS, afirmou ter subido aos 7284 m durante uma viagem não autorizada pela China, mas à montanha que afirmou ter escalado foi atribuída a altitude de 6710 m.

## Acima dos 7000 m

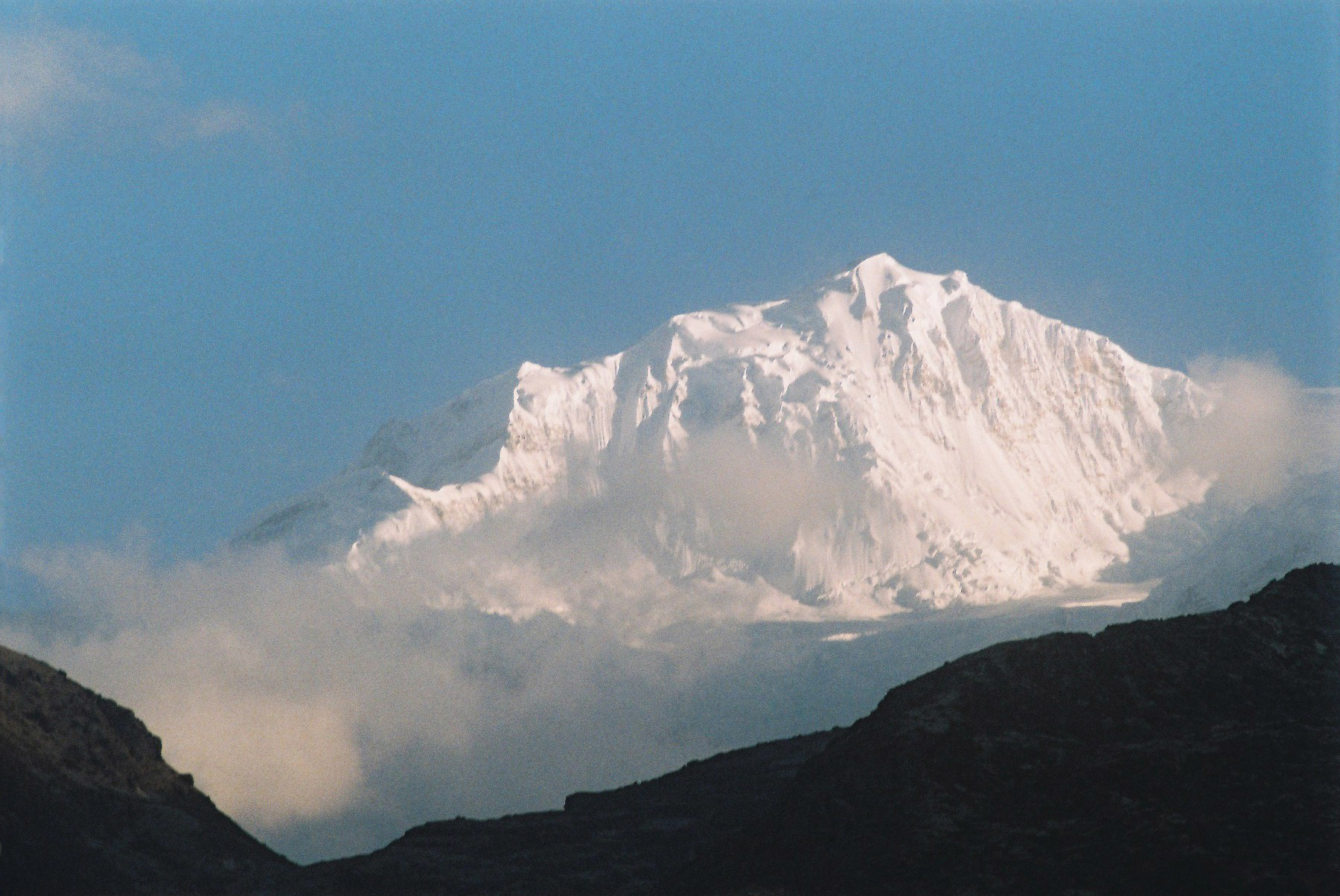
Graham, Boss e Kauffmann poderão ter escalado até 10 m abaixo do cume de 7338 m do Kabru N em 1883; se assim tiver sido, poderão ter estabelecido um recorde de altitude que permaneceu durante 26 anos.

Os primeiros montanhistas não-topógrafos a escalar no Himalaia foram o inglês William Graham, o suíço Emil Boss e o guia também suíço Ulrich Kauffmann, que em conjunto esclaram várias montanhas da região em 1883. No ano anterior, Graham fez a primeira tentativa de subir ao Dent du Géant, e Boss e Kauffmann quase que conseguiram escalar até ao topo do Monte Cook/Aoraki  na Nova Zelândia. Entre outros, afirmaram que quase conseguiram atingir o cume do Dunagiri (atingindo cerca de 6900 m), que subiram ao Changabang (6864 m) em julho, nos Himalaia, e que ficaram a 10 metros abaixo do cume do Kabru de 7338 m, a sul do Kangchenjunga  em outubro, mas a maior parte das ascensões são polémicas e incertas, não propriamente por se desconfiar dos feitos, mas devido à má qualidade dos mapas de então, que poderão tê-los conduzido a montanhas que não as corretas, e à necessidade de fazer estimativas da altitude sem base científica de registo. A sua descrição do Changabang é tão diferente da verdadeira que a sua afirmação foi duvidade quase de imediato, e a partir de 1955 foi colocada definitivamente de parte.
A subida da equipa pela vertente oriental do Kabru é menos polémica. Embora o relato de vista para o Monte Everest a partir do topo parece convincente, a descrição de Graham da ascensão foi também vaga, e isto, em conjunto com a rapidez da alegada ascensão e a falha na indicação de efeitos significativos do mal da montanha, levaram à suposição de que tenham escalado um pico menor na mesma região. A afirmação é, porém, sustentada nos anos seguintes por montanhistas como Douglas Freshfield, Norman Collie, Edmund Garwood, Carl Rubenson, e Tom Longstaff, e mais recentemente por Walt Unsworth afirmou que como alguém mais interessado em subir montanhas do que anotar observações, o pouco rigor das descrições era esperado, e que como o Everest foi escalado num só dia sem oxigénio, tal seria também possível no caso desta equipa. In 2009, Willy Blaser and  Glyn Hughes wrote a spirited defense of the ascent in the Alpine Journal, arguing that Graham and Boss's criticism of the maps of the Garhwal Himalaya had led to bad blood. If Graham, Boss and Kaufmann did climb Kabru it was a remarkable achievement for its time, establishing an altitude record which was not broken for twenty-six years.
Nove anos depois, outra afirmação a reclamar um recorde mundial de altitude foi feito por Martin Conway, 1.º Barão Conway de Allington no decurso da sua expedição ao Caracórum em 1892. Com Matthias Zurbriggen e Charles Granville Bruce, Conway fez uma tentativa de escalar o Baltoro Kangri e em 25 de agosto atingiu um subcume a que chamou Pioneer Peak. O barómetro mostrava 6900 m, que Conway arredondou de forma otimista para 23000 ft (mais de 7000 m). Porém, o Pioneer Peak tem apenas 6501 m.
Em 14 de janeiro de 1897, Matthias Zurbriggen faria a primeira subida registada ao Aconcágua nos Andes. O Aconcágua tem 6962 m de altitude e, se as afirmações de Boss e Graham não forem consideradas, era então e ainda  o ponto mais alto a ser atingido à época.

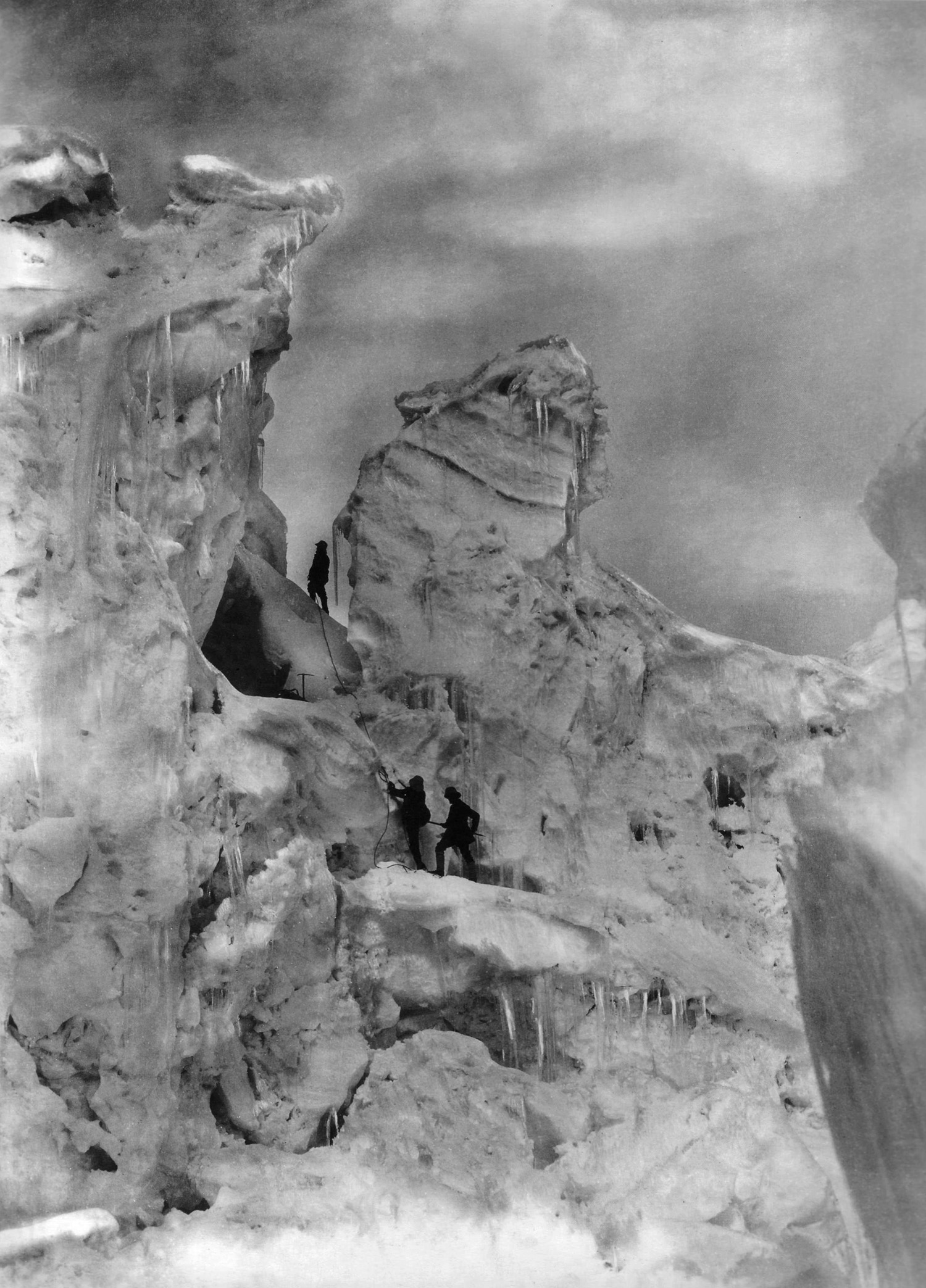
O Duque de Abruzzi e guias escalando uma cascata de gelo no Chogolisa.

Alguns anos passariam até que a barreira dos 7000 m fosse quebrada com razoável certeza. Em julho de 1905 Tom George Longstaff, acompanhado pelos guias alpinos Alexis e Henri Brocherel de Courmayeur e seis locais, fez uma tentantiva de chegar ao topo do Gurla Mandhata. Estima-se que a altitude atingida seja de 7000 m a 7300 m, mais alta que o Aconcágua.
Em 1907 Longstaff e os irmãos Brocherel regressariam ao Himalaia para liderar uma expedição que pretendia subir o Nanda Devi, mas com a impossibilidade  de entrar no "santuário" de picos em redor, viraram-se para o Trisul, que escalaram em 12 de junho. Com 7120 m de altitude, o Trisul tornou-se o pico mais alto a ser atingido, cuja altitude era sabida com rigor, e cuja ascensão não gerou controvérsia.
Este recorde de altitude, embora não com o cume atingido, foi quebrado uns meses depois, quando em 20 de outubro de 1907 os noruegueses Carl W. Rubenson e Monrad Aas ficaram a 50 m do Cume Oriental de 7338 m do Kabru. É de assinalar que Carl Rubenson julgava que Graham, Boss e Kaufmann tinham subido ao cume 24 anos antes.
Um novo recorde de altitude seria atingido em 1909 pela expedição de Luigi Amedeo, Duque de Abruzzi ao Caracórum. Ao não ter conseguido progredir na escalada ao K2, o Duque fez uma tentativa de subir ao Chogolisa, tendo atindido cerca de 7500 m de altitude antes de voltar para trás a 150 m abaixo do cume, devido a mau tempo e ao risco de cair numa cornija de neve em condições de pouca visibilidade.
O recorde de cumes atingidos sem controvéria, embora não o recorde de altitude, foi batido por 8 metros em 14 de junho de 1911, quando o químico, montanhista e explorador escocês Alec Kellas, em conjunto com os Sherpas "Sony" e "Irmão de Tuny", escalou os 7128 m do Pauhunri, na fronteira entre Sikkim e Tibete. Até finais do século XX, esta montanha era registada como tendo apenas 7065 m de altitude, portanto o recorde não foi anotado como tal na sua época.

## Expedições Britânicas ao Everest
O recorde mundial de altitude só seria depois batido quando as expedições britânicas ao Monte Everest foram realizadas, e a partir daí resumiram-se a esta montanha. Na expedição de 1922, o recorde foi batido por duas vezes. Em 20 de maio, George Mallory, Howard Somervell e Edward Norton atingiram os 8170 m no tergo norte da montanha, sem uso de oxigénio suplementar. Três dias depois, George Finch e Geoffrey Bruce, com oxigénio suplementar, seguiram a mesma rota e atingiram pontos mais altos, até cerca de 8320 m, quando o aparelho de respiração de Bruce falhou.

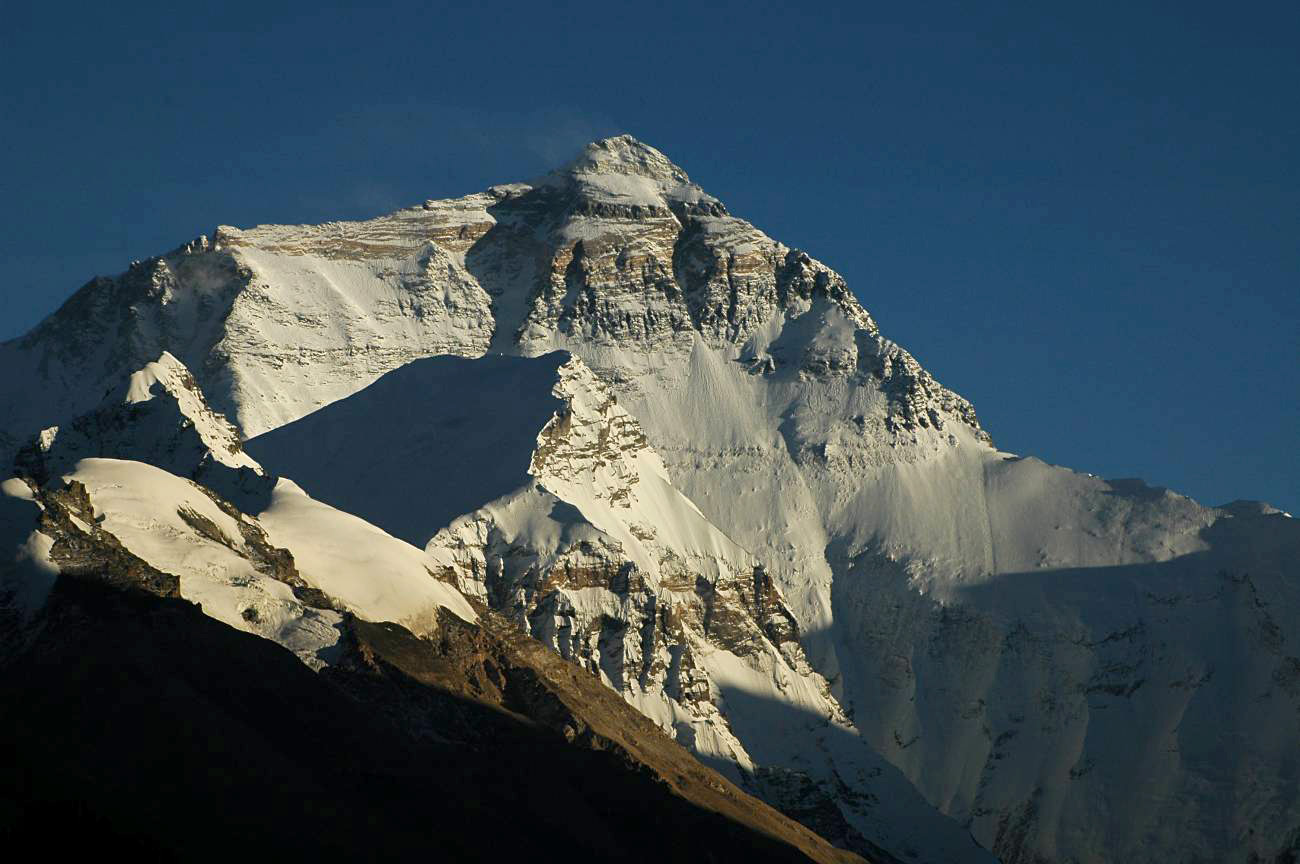
A vertente norte do Monte Everest, cenário das expedições britânicas das décadas de 1920 e 1930

Em 1924 os britânicos realizaram uma nova tentativa (a Expedição Britânica ao Monte Evereste de 1924) e o recorde mundial de altitude foi de novo batido. Em 4 de junho, Edward Norton, sem oxigénio suplementar, atingiu um ponto no "Great Couloir" da montanha, a 8570 m de altitude, e o seu companheiro Howard Somervell voltou para trás um pouco antes disso. Esta foi uma marca de altitude que não foi batida senão na década de 1950, e, sem oxigénio suplementar, só em 1978. Três dias depois, George Mallory e Andrew Irvine desapareceram enquanto tentavam atingir o cume. Não há provas de que tenham batido o recorde de altitude, e muito menos o cume.
Os britânicos fariam algumas tentativas em expedições ao Monte Everest na década de 1930. Por duas vezes em 1933 houve grupos que se aproximaram do mesmo ponto que Norton atingira; primeiro Lawrence Wager e Percy Wyn-Harris, e depois Frank Smythe, mas não houve incremento ao recorde de Norton.

## Período entre-guerras

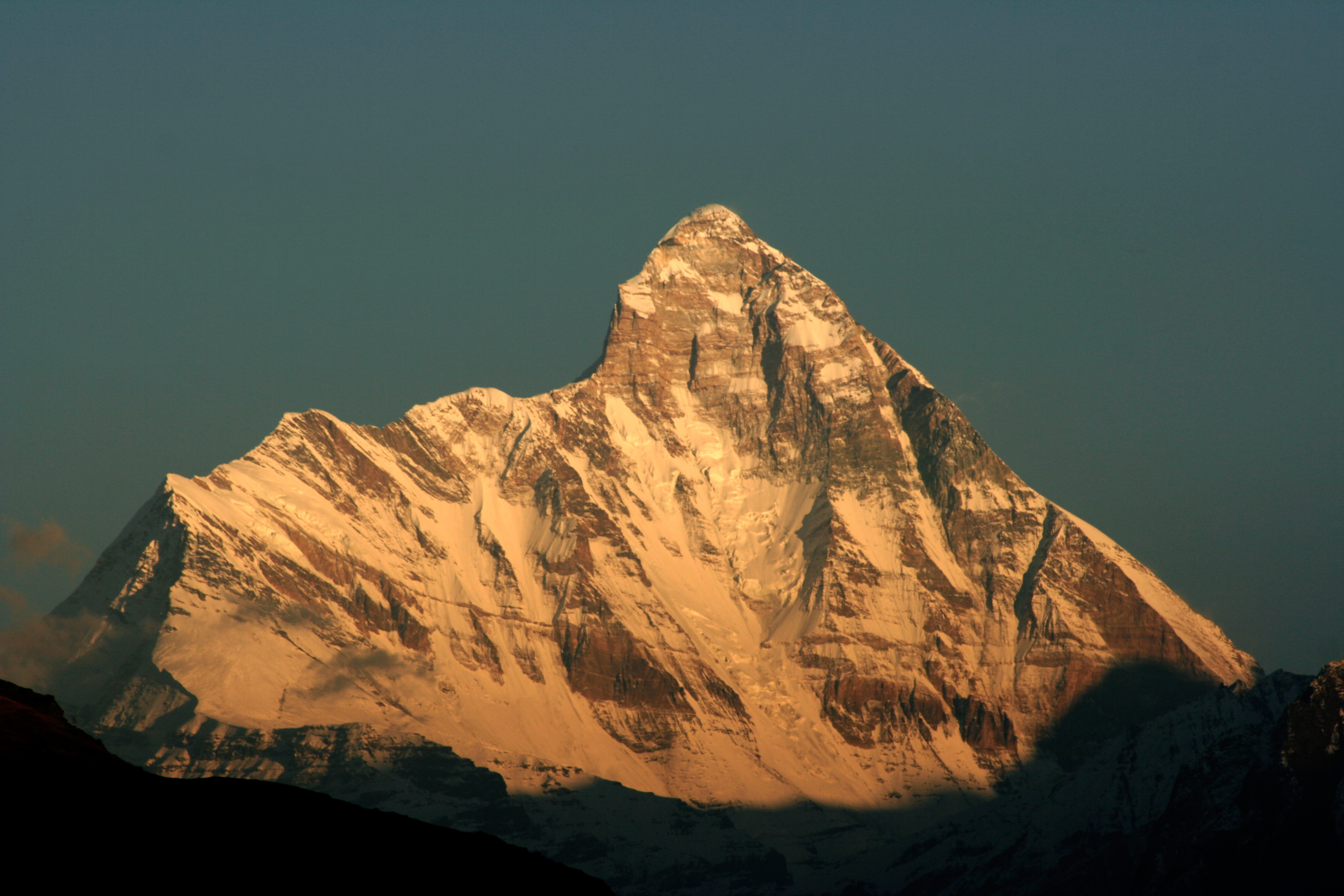
Nanda Devi – foi a montanha mais alta a ser escalada antes da Segunda Guerra Mundial.

Embora não tenha havido alterações ao recorde de altitude até à década de 1950, o recorde de cumes mais altos foi batido quatro vezes no período entre-guerras.
O primeiro foi por apenas 6 metros, quando em 15 de setembro de 1928 os montanhistas alemães Karl Wien e Eugen Allwein, e o montanhsita e cartógrafo austríaco Erwin Schneider atingiram o cume de 7134 m do Pico Kaufman no Pamir, uma montanha que até essa altura se julgava ser a mais alta da União Soviética. Foi redesignada Pico Lenine em 1928.
A marca seguinte resultou da cooperação internacional na expedição ao Kanchenjunga liderada por Gunther Dyhrenfurth em 1930. A tentantiva de escalar o Kanchenjunga foi abandonada com a morte de um Sherpa, mas membros da equipa ficaram para tentar escalr uma série de picos de menor altitude na região, e o Pico Jongsong, de  7462 m foi escalado por Bericht Hörlin e Erwin Schneider em 3 de junho.
Em 1931, o recorde de cumes atingidos foi de novo quebrado com a ascensão ao Kamet. Frank Smythe, Eric Shipton, R.L. Holdsworth e Lewa Sherpa atingiram o cume em 21 de junho. Com 7756 m, o Kamet foi a primeira montanha com mais de 7500 m a ser escalada até ao topo.
O recorde de cumes atingidos foi de novo elevado antes da Segunda Guerra Mundial: foi quando o Nanda Devi, com 7816 m e a montanha mais alta inteiramente situada no então Império Britânico, foi visitada por diversas expedições, tendo seido escalada até ao topo em 29 de agosto de 1936 por Bill Tilman e Noel Odell.

## A década de 1950 e a ascesão ao Everest

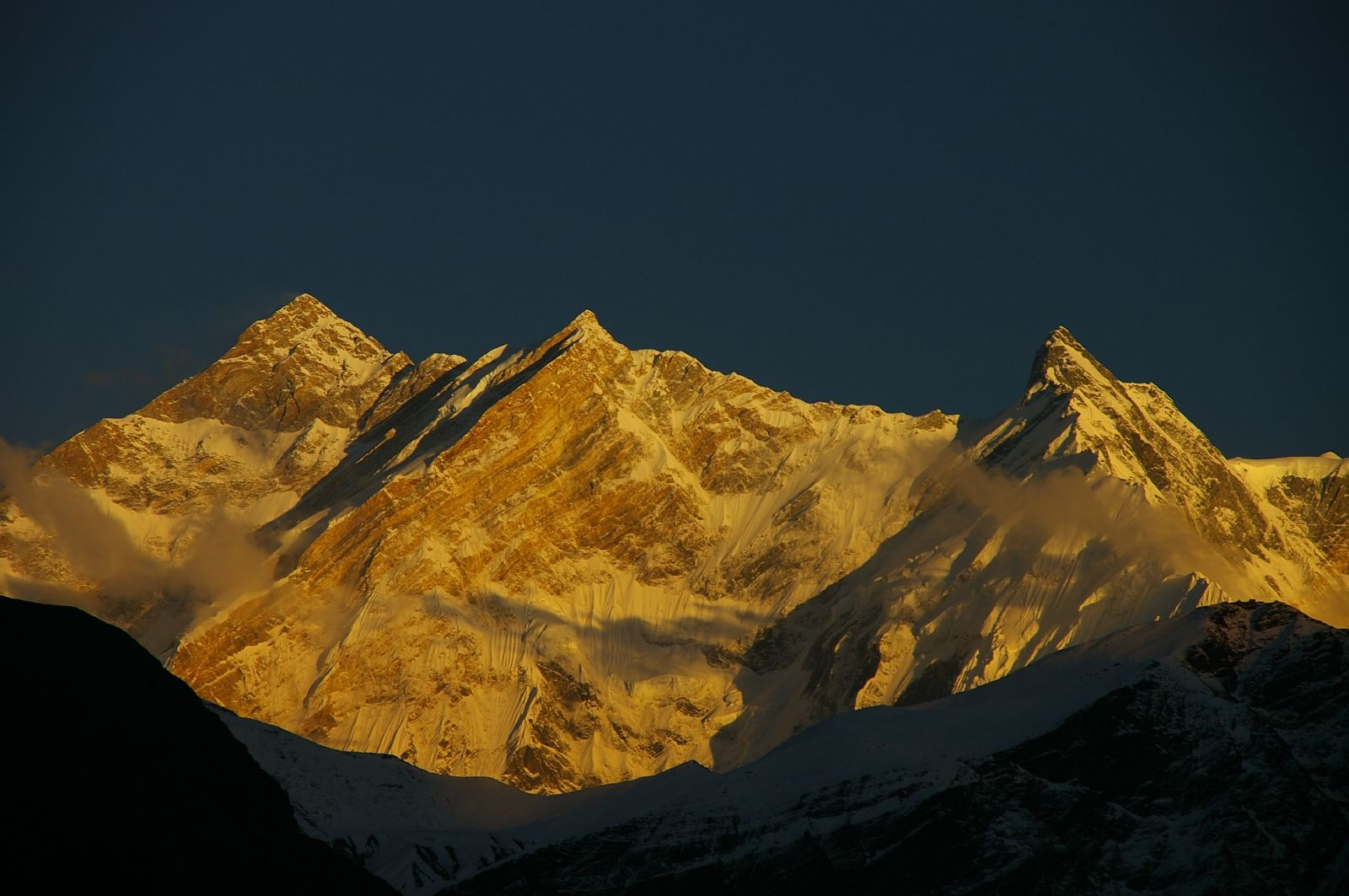
Annapurna, a primeira montanha acima de 8000 m de altitude a ser escalada até ao topo.

Depois da Segunda Guerra Mundia, o anteriormente fechado e secreto reino do Nepal, receoso das intenções da República Popular da China e querendo abrir-se ao mundo ocidental, começou a abrir as suas fronteiras. Pela primeira vez os seus picos, incluindo a vertente sul do Everest, tornaram-se acessíveis a montanhistas ocidentais, levando a uma nova vaga de expedições. Houve um incremento no recorde de cumes atingidos antes de o Everest ter sido conquistado. Em 3 de junho de 1950, o  Annapurna (8091 m) tornou-se a primeira montanha acima de 8000 m a ser escalada até ao topo, quando os montanhistas franceses Maurice Herzog e Louis Lachenal realizaram o feito. A subida veio com um grande custo: tanto Herzog como Lachenal perderam dedos dos pés devido a congelamento; Herzog também perdeu vários dos seus dedos das mãos.

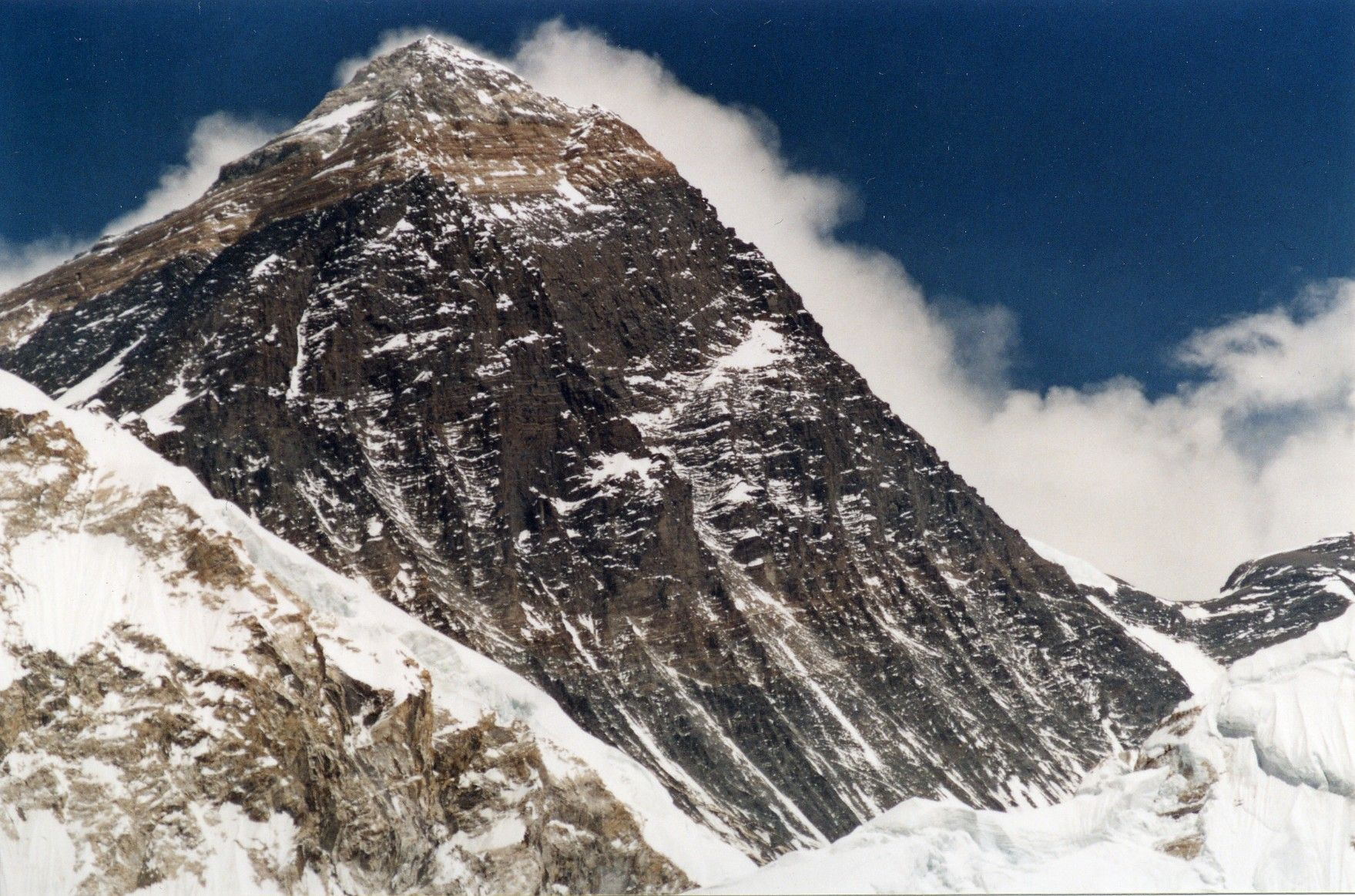
Vertentes mais altas do Monte Everest. O tergo de sudeste foi seguido nas expedições da década de 1950 e forma a linha do horizonte do lado direito, enquanto o Cume Sul marca a mais alta altitude atingida antes da primeira ascensão até ao cume, sendo visível na parte de baixo e à direita do cume principal.

A primeira tentativa para atingir o Everest pelo lado sul foi feita por uma equipa suíça em 1952. O ponto mais alto atingido pela expedição foi feito por Raymond Lambert e pelo sardar nepalês da equipa, Tenzing Norgay, em 26 de maio, quando atingiram um ponto a cerca de 200 m abaixo do Cume Sul antes de ter de regressar, ao se aperceberem que não atingiriam o cume durante o dia. A sua altitude estimada de 8600 m era um pouco superior do que a anterior altitude máxima registada pelos britânicos no lado norte da montanha. Os suíços fizeram ainda tentantivas adicionais em maio, e de novo no outono, depois das monções mas não atingiram de novo o ponto mais elevado de Lambert e Tenzing.
O Monte Everest seria escalado no ano seguinte: em 26 de maio, três dias antes da tentativa que obteria êxito, Tom Bourdillon e Charles Evans atingiram o Cume Sul antes de ter de voltar para trás devido ao mau funcionamento do aparelho de oxigénio. A sua altitude de 8760 m representou um novo e curto recorde de altitude, e pode ser considerado também como recorde de cume atingido se se incluírem também subcumes na. Edmund Hillary e  Tenzing Norgay atingiram finalmente os 8848 m (29029 ft) do cume do Everest em 29 de maio de 1953, marcando o capítulo final da história dos recordes de altitude no montanhismo. Embora a altitude do cume do Everest varia um pouco por causa da cobertura de neve e gelo e do empolamento gradual do Himalaia, mudanças à marca são agora impossíveis.

## Recordes de altitude femininos

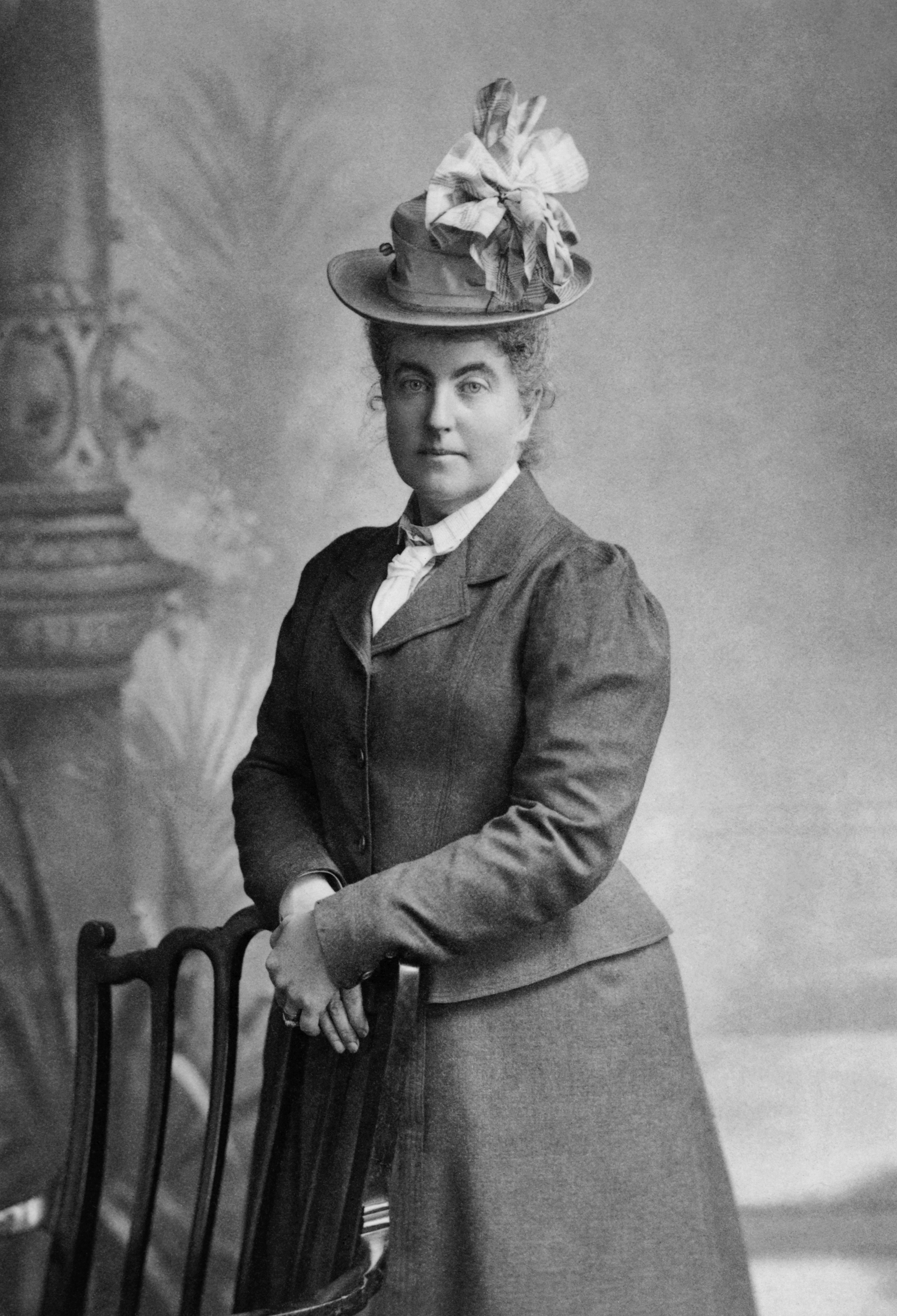
Fanny Bullock Workman

As mulheres montanhistas eram raras no início do século XX e a máxima altitude atingida por uma mulher ficou sempre abaixo da altitude atingida por algum homem. A primeira mulher a ter escalado de forma extensiva o Caracórum foi Fanny Bullock Workman, que fez uma série de ascensões, incluindo a do Pico Pinnacle, um pico de 6930 m que é subsidiário do Nun Kun, em 1906. A sua reclamação de altitude mais elevada atingida por uma mulher foi desafiada por Annie Smith Peck em 1908 quando fez uma subida ao pico norte do Huascarán, que afirmou ser mais alto que o Pico Pinnacle. A controvérsia seguiu-se o tornou-se mais acesa e pública, e foi resolvida quando houve uma equipa de topógrafos que mediu a altitude do Huascarán. O pico norte tem 6648 m - cerca de 600 m menos do que estimava Smith Peck.
Em 1934, Hettie Dhyrenfurth tornou-se a primeira mulher a ultrapassar os 7000 m quando subiu ao topo do Sia Kangri (7442 m). O seu recorde de escalada permaneceria durante 40 anos, embora o seu recorde de altitude tenha sido batido pela escaladora francesa Claude Kogan, que atingiu cerca de 7600 m no Cho Oyu em 1954. No ano seguinte foi realizada a primeira expedição inteiramente feminina a visitar o Himalaia, fazendo a primeira escalada do Pico Gyalgen (6700 m).
A primeira subida de mulheres a um pico acima dos 8000 m aconteceu em 1974, quando três mulheres japonesas, Masako Uchida, Mieko Mori e Naoko Makaseko escalaram o Manaslu, atingindo 8156 m. Um ano depois, a japonesa Junko Tabei foi a primeira mulher a escalar o Monte Everest, em 16 de maio de 1975.
A montanha mais alta a ter uma primeira ascensão feita por uma mulher é o Gasherbrum III (7952 m), montanha escalada pela primeira vez por Alison Chadwick-Onyszkiewicz e Wanda Rutkiewicz (numa equipa com dois montanhistas do sexo masculino) em agosto de 1975.
Considerado um grand slam do montanhismo, a escalada de todas as montanhas acima de 8 mil metros, representou uma grande corrida entre 3 mulheres, a espanhola Edurne Pasabán, a sul coreana Oh Eun Sun e a austríaca Gerlinde Kaltenbrunner. Sun utlizava-se de meio não considerados éticos no montanhismo, como várias sherpas de apoio, aproximações simplificadas com helicópteros e estruturas complexas em acampamentos, além de cordas fixas até o cume. Ficou claro que a Coréia do Sul queria entrar para a história do montanhismo como sendo o país da primeira mulher a escalar este difícil e mortal desafio. Sun afirma ter conseguido, no entanto sua conquista é contestada por Elizabeth Hawley, que gerencia o Himalaya Database, e pela própria Edurne Pasabán. Por conta desta polêmica, Pasabán acabou sendo a primeira montanhista a finalizar o desafio tendo todos os cumes reconhecidos. No entanto, muito mais discreta, porém com um método de escalada mais exigente, Gerlinde acabou escalando todas as montanhas à sua maneira, escalando rotas mais difíceis e não usando oxigênio.